# 43. Jahrhundert v. Chr.
Portal Geschichte | Portal Biografien | Aktuelle Ereignisse | Jahreskalender | Tagesartikel

◄ |
6. Jt. v. Chr. |
5. Jahrtausend v. Chr. | 4. Jt. v. Chr.  ►

◄ |
45. Jh. v. Chr. |
44. Jh. v. Chr. |
43. Jahrhundert v. Chr. |
42. Jh. v. Chr. |
41. Jh. v. Chr. |
►
Das 43. Jahrhundert v. Chr. begann am 1. Januar 4300 v. Chr. und endete am 31. Dezember 4201 v. Chr. Dies entspricht dem Zeitraum 6250 bis 6151 vor heute oder dem Intervall 5425 bis 5337 Radiokohlenstoffjahre.

## Zeitalter/Epoche
- Spätes Atlantikum (AT3), Unterstufe 1 (4550 bis 4050 v. Chr.), mit erneut ansteigenden Wasserständen.
- Jungneolithikum in Mitteleuropa.

## Zeitrechnung
- 4300 v. Chr.:
  - Theta Bootis übernimmt die Position des dem Himmelspol am nächsten gelegenen sichtbaren Sterns (die heutige Polarsternposition) und wird 3942 v. Chr. von Thuban abgelöst.
- 4242 v. Chr.:
  - Ägyptischer Neujahrstag am 19. Juli, der älteste bisher bekannte Kalendertag (Stand 2006).

## Entwicklungen, Erfindungen und Entdeckungen

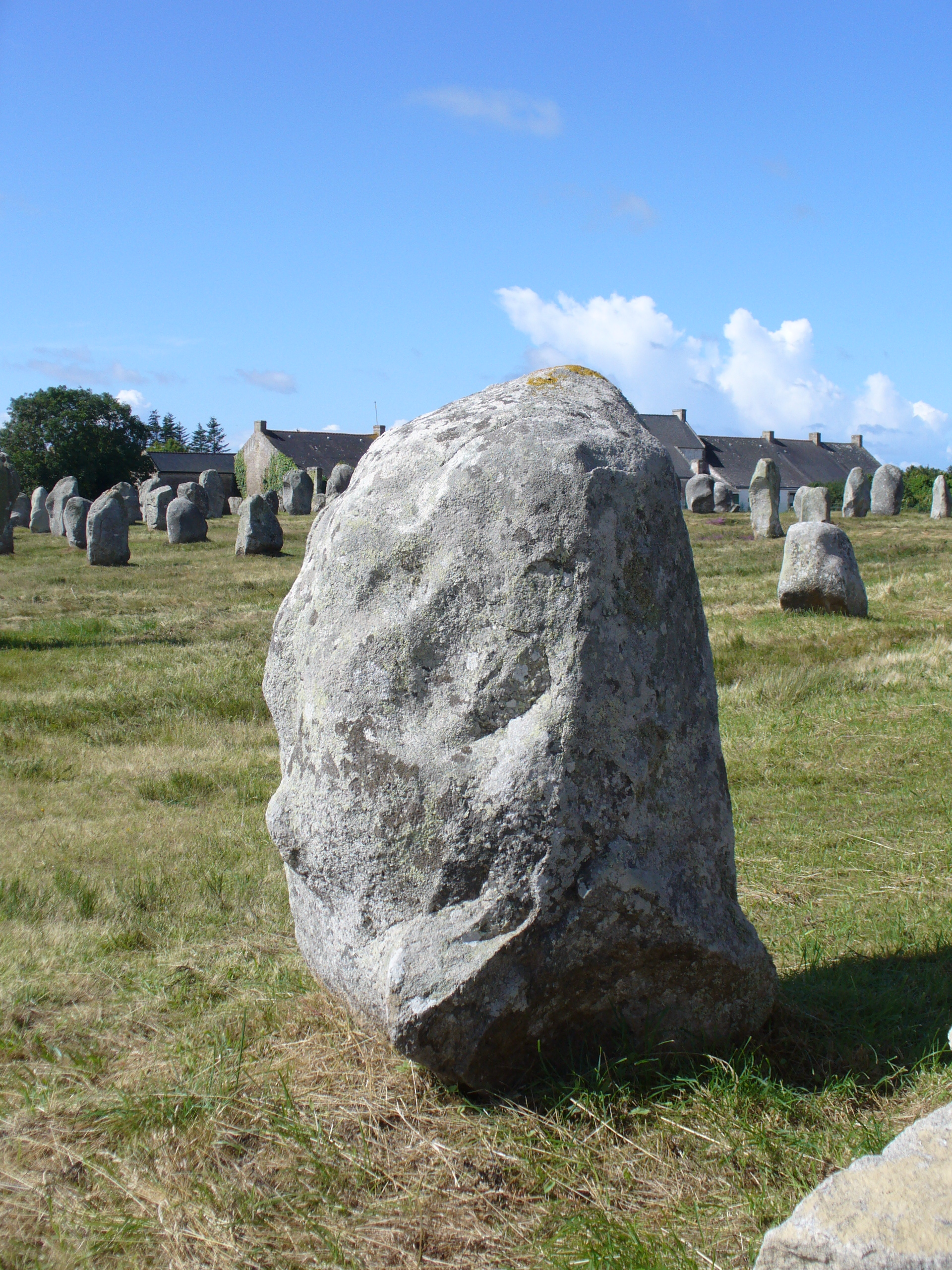
Le Menec bei Carnac, Bretagne

- Erstmaliges Auftreten der Trichterbecherkultur in Nord- und Ostdeutschland.
- 4250 bis 3750 v. Chr.:
  - In Le Menec bei Carnac in Frankreich werden elf Steinreihen von Menhiren errichtet.

## Archäologische Kulturen

### Kulturen in Nordafrika
- Tenerium (5200 bis 2500 v. Chr.) in der Ténéré-Wüste mit Fundstätte Gobero.

### Kulturen in Ägypten
- Merimde-Kultur (4800 bis 4250 v. Chr.) in Unterägypten
- In Oberägypten besteht die Badari-Kultur (4400 bis 4000 v. Chr.)
- Naqada-Kultur (Naqada I – 4500 bis 3500 v. Chr.)

### Kulturen in Mesopotamien und im Nahen Osten
- Obed-Kultur in Mesopotamien (5500 bis etwa 3500 v. Chr.) – Obed III
- Tappe Sialk (6000 bis 2500 v. Chr.) im Iran – Sialk III
- Amuq (6000 bis 2900 v. Chr.) in der Türkei – Amuq D
- Mersin (5400 bis 2900 v. Chr.) in Anatolien – Mersin 16
- Eridu (ab 5300 bis ca. 1950 v. Chr.) in Mesopotamien – Eridu 11-9
- Tappa Gaura (5000 bis 1500 v. Chr.) im Norden Mesopotamiens – Tappa Gaura 17-14
- Ninive (ab 6500 v. Chr.) im Norden Mesopotamiens – Ninive 3
- Tell Hammam et-Turkman IV d in Syrien
- Tall Leilan VI b in Syrien

### Kulturen in Ostasien
- China:
  - Laoguantai-Kultur (6000 bis 3000 v. Chr.), oberer Gelber Fluss
  - Dadiwan-Kultur (5800 bis 3000 v. Chr.), oberer Gelber Fluss
  - Hemudu-Kultur (5200 bis 4500 v. Chr., jüngere Datierung 5000 bis 3300 v. Chr.), Zhejiang
  - Baiyangcun-Kultur (5000 bis 3700 v. Chr., wird auch jünger datiert: 3000 bis 1700 v. Chr.), Yunnan
  - Yangshao-Kultur (5000 bis 2000 v. Chr.), Zentral- und Nordchina
  - Caiyuan-Kultur (4800 bis 3900 v. Chr.), Nordwestchina (Ningxia)
  - Majiabang-Kultur (4750 bis 3700 v. Chr.), unterer Jangtsekiang
  - Hongshan-Kultur (4700 bis 2900 v. Chr.), Nordostchina
  - Daxi-Kultur (4400 bis 3300 v. Chr.), mittlerer Jangtsekiang
- Korea:
  - Frühe Jeulmun-Zeit (6000 bis 3500 v. Chr.).
- Japan:
  - Jōmon-Zeit (10000 bis 300 v. Chr.) – Frühste Jōmon-Zeit – Jōmon II (8000 bis 4000 v. Chr.)

### Kulturen in Europa
- Nordosteuropa:

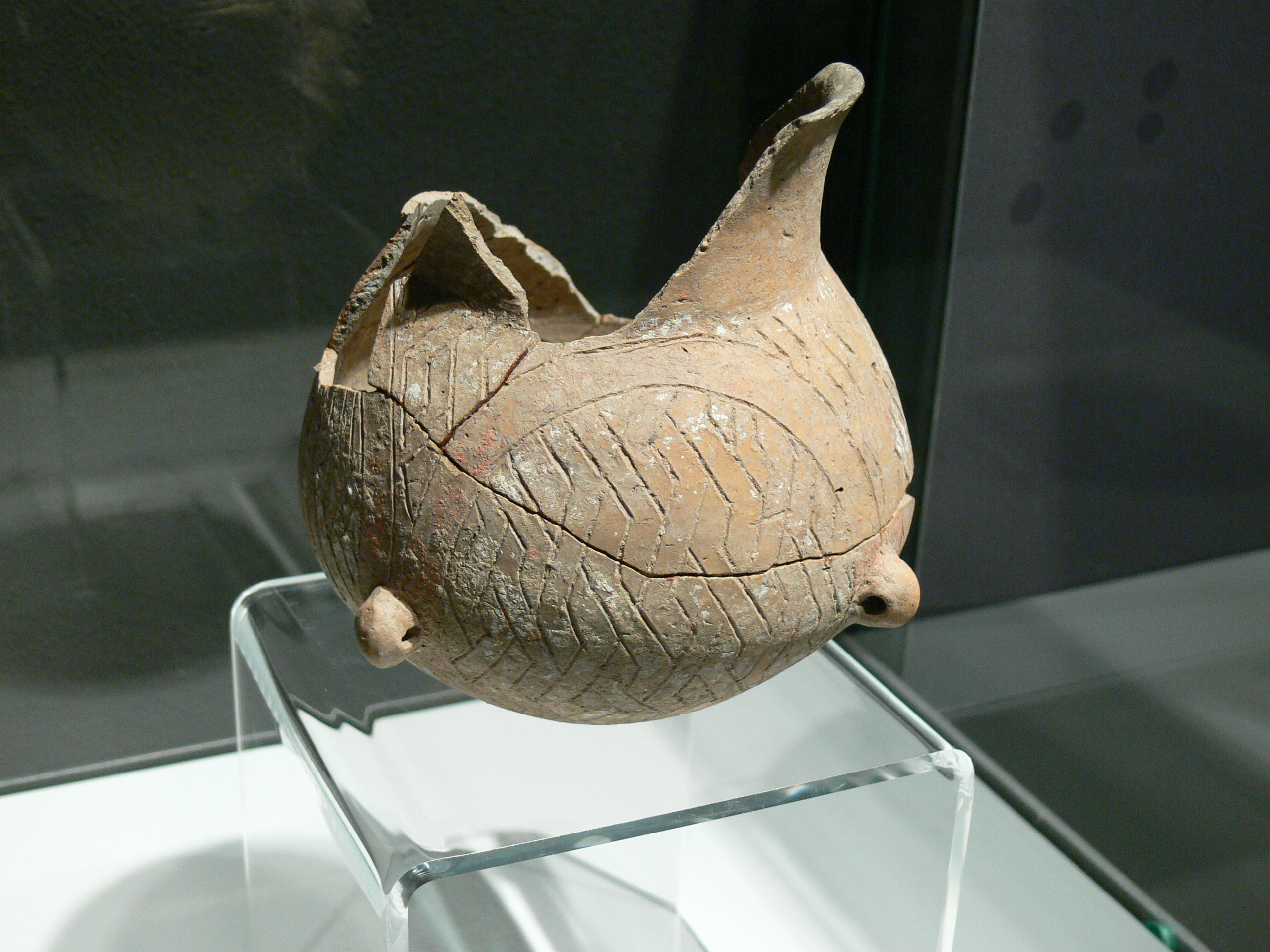
Tongefäß der Lengyel-Kultur, Mähren, 4300 v. Chr.

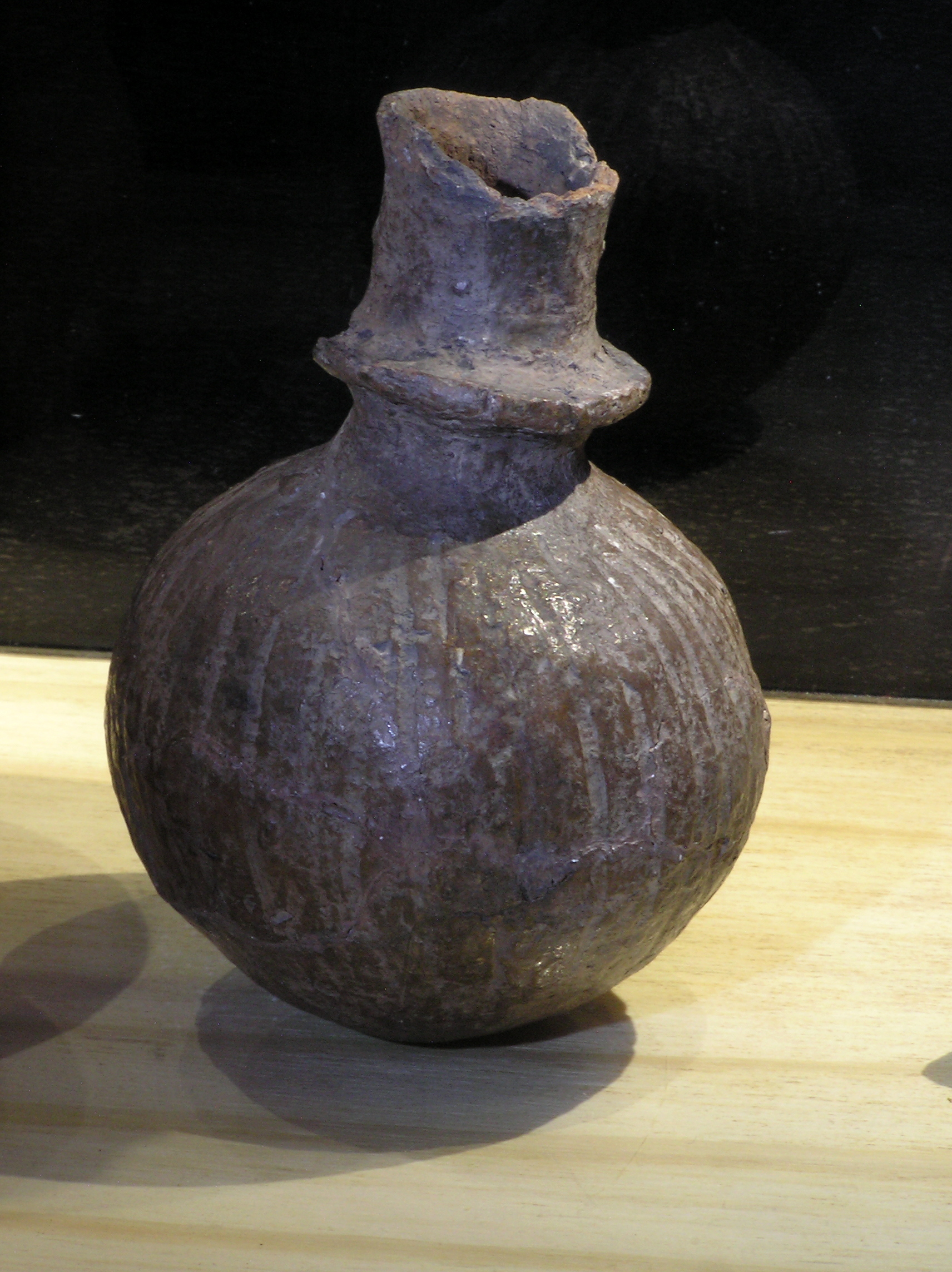
Kragenflasche der Trichterbecherkultur

  - Grübchenkeramische Kultur (4200 bis 2000 v. Chr.) (jedoch Radiokarbondatierung: 5600 bis 2300 v. Chr.)
  - Narva-Kultur (5300 bis 1750 v. Chr.)
  - Memel-Kultur (7000 bis 3000 v. Chr.)

- Osteuropa:
  - Kurgan-Kulturen (5000 bis 3000 v. Chr.) in Kasachstan und Osteuropa
  - Lengyel-Kultur (4900 bis 3950 v. Chr.)
- Südosteuropa:
  - Cucuteni-Kultur (4800 bis 3200 v. Chr.): Phase A bzw. Tripolje B 1 (4500 bis 4200 v. Chr.)
  - Gumelniţa-Kultur (4700 bis 3700 v. Chr.): Phase Gumelniţa A2 (4500 bis 3950 v. Chr.)
  - Warna-Kultur (4400 bis 4100 v. Chr.) in Bulgarien
  - Die Boian-Kultur beginnt in Rumänien und Bulgarien (4300 bis 3500 v. Chr.) – Phase I – Bolintineanu-Phase, 4300–4200 v. Chr.

- Mitteleuropa (Jungneolithikum – 4400 bis 3500 v. Chr.):
  - Ertebølle-Kultur (5100 bis 4100 v. Chr.) in Dänemark und in Norddeutschland
  - Beginn der Gaterslebener Kultur (4300 bis 3900 v. Chr.),
  - der Jordansmühler Kultur (4300 bis 3900 v. Chr.) und der
  - Rössener Kultur – 4300 bis 3500 v. Chr.
- Westeuropa:
  - Chassey-Lagozza-Cortaillod-Kultur (4600 bis 2400 v. Chr.).
  - Megalithkulturen:
    - Frankreich (4700 bis 2000 v. Chr.).
    - Malta – Rote-Skorba-Phase (4400 bis 4100 v. Chr.).

### Kulturen in Amerika
- Nord- und Mesoamerika:
  - Archaische Periode.
  - Coxcatlán-Phase (5000–3400 v. Chr.) in Tehuacán (Mexico).
- Südamerika:
  - Chinchorro-Kultur (7020 bis 1500 v. Chr.) in Nordchile und Südperu.
  - Mittlere Präkeramik (7000 bis 4000 v. Chr.) im Norden Chiles. Unterstufen Alto Barranco und Alto Aguada entlang der Pazifikküste und Rinconada im Hinterland.